# Scybalocanthon nigriceps
Scybalocanthon nigriceps là một loài bọ cánh cứng trong họ Bọ hung (Scarabaeidae).